# 죽유종택
죽유종택(竹유宗宅)은 경상북도 고령군 쌍림면 송림리에 있는 건축물이다. 2001년 8월 20일 경상북도의 기념물 제139호로 지정되었다.

## 개요
조선 중기의 학자·문신이자 의병장이었던 죽유 오운(吳澐)(1540∼1617)을 기리기 위하여 후손이 지은 살림집이다. 오운은 임진왜란(1592)이 일어나자 곽재우와 함께 의병을 일으켜 공을 세웠으며, 개인 문집인 《죽유문집》과 조선 중기 남인의 역사인식이 반영된 대표적인 역사서인 《동사찬요》를 쓰기도 하였다.
죽유종택은 오운의 후손이 1700년대 말에 지어 죽유 오운을 기리고자 집의 이름을 죽유구택이라 하였다. 그 후 1906년에 고쳐 지었으나 1920년 대홍수로 이곳에 옮겨 왔다. 이때 사랑채만이 그대로 옮겨 왔고 안채를 비롯한 나머지 건물들은 새로 지은 것인데 특히 오운의 위패를 모신 사당은 1953년 경에 새로 지었다. 특히 이 죽유종택은 고령지역 3.1운동의 본거지였으며 한국전쟁 때에는 노동당 사무실로 쓰이는 등의 역사적 애환을 가진 곳이다.
송림리 마을 안쪽의 야트막한 야산 어귀에 남향하고 있는 종택 건물의 배치는 크게 안채를 비롯한 정침공간과 사당이 있는 제사공간으로 나뉜다. 정침공간에는 사랑채와 중사랑채, 유물관, 안태가 각각의 건물로 튼ㅁ자형을 이루고 있다. 안채 동쪽 경사진 곳에 목판을 보관하는 건물이 있었다고 하나 지금은 그 흔적만 남아 있다. 1906년에 지어진 사랑채는 이 종택에서 가장 오래된 건물로 보이며, 앞면 4칸 가운데 오른쪽 2칸은 반칸 정도를 물려 툇마루를 형성한 후 온돌방으로 하였고, 나머지 2칸은 대청으로 하였다. 뒤쪽에 1m 정도를 더 내어 온돌방 뒤편은 벽장으로 사용하였는데, 특이한 것은 대청 뒤쪽도 골방으로 꾸민 것이다. 별도의 장식을 하지 않아 소박하지만 건실한 부재를 사용하여 중후한 느낌을 준다. 유물관에는 고문서류 7종 110매와 전적류 7종 12책(보물 제1203호)이 보관되어 있다.
죽유종택은 조선 중기 문신이자 의병장으로 활약했던 오운의 학문적 자취와 임진왜란 당시 그의 나라를 구하고자 하는 마음이 깃들어 있는 곳이며 한말 계몽기와 일제시대에 민족의식을 깨우치기 위한 교육의 산실로서 활용되는 한편 고령지방 3.1운동의 발원지로서 그 의의가 있다.

## 같이 보기
- 오운 종가 문적 (보물 제1203호)

## 참고 자료
- 죽유종택 - 국가유산청 국가유산포털